# Kaple Nejsvětější Trojice (Žireč)
Kaple Nejsvětější Trojice je římskokatolická baldachýnová kaple v Žirči, části města Dvůr Králové nad Labem. Patří do farnosti Dvůr Králové nad Labem. Vlastníkem kaple je město Dvůr Králové. Kaple je od roku 1964 chráněna jako kulturní památka.
Nachází se v prostoru křižovatky cest k odbočce ve směru k Braunovu Betlému a Hřibojedům. Byla vystavěna v období kolem roku 1726. Původně byla prvním zastavením křížové cesty na Kalvárskou horu pod Betlémem,
Kaple prošla začátkem 21. století rekonstrukcí, při níž došlo k nahrazení původních soch kopiemi. Originály jsou vystaveny v reprezentačních prostorech města Dvůr Králové. Za kapličkou byl zrekonstruován pomníček připomínající Adama Zilvára ze Silbersteinu.

## Fotogalerie

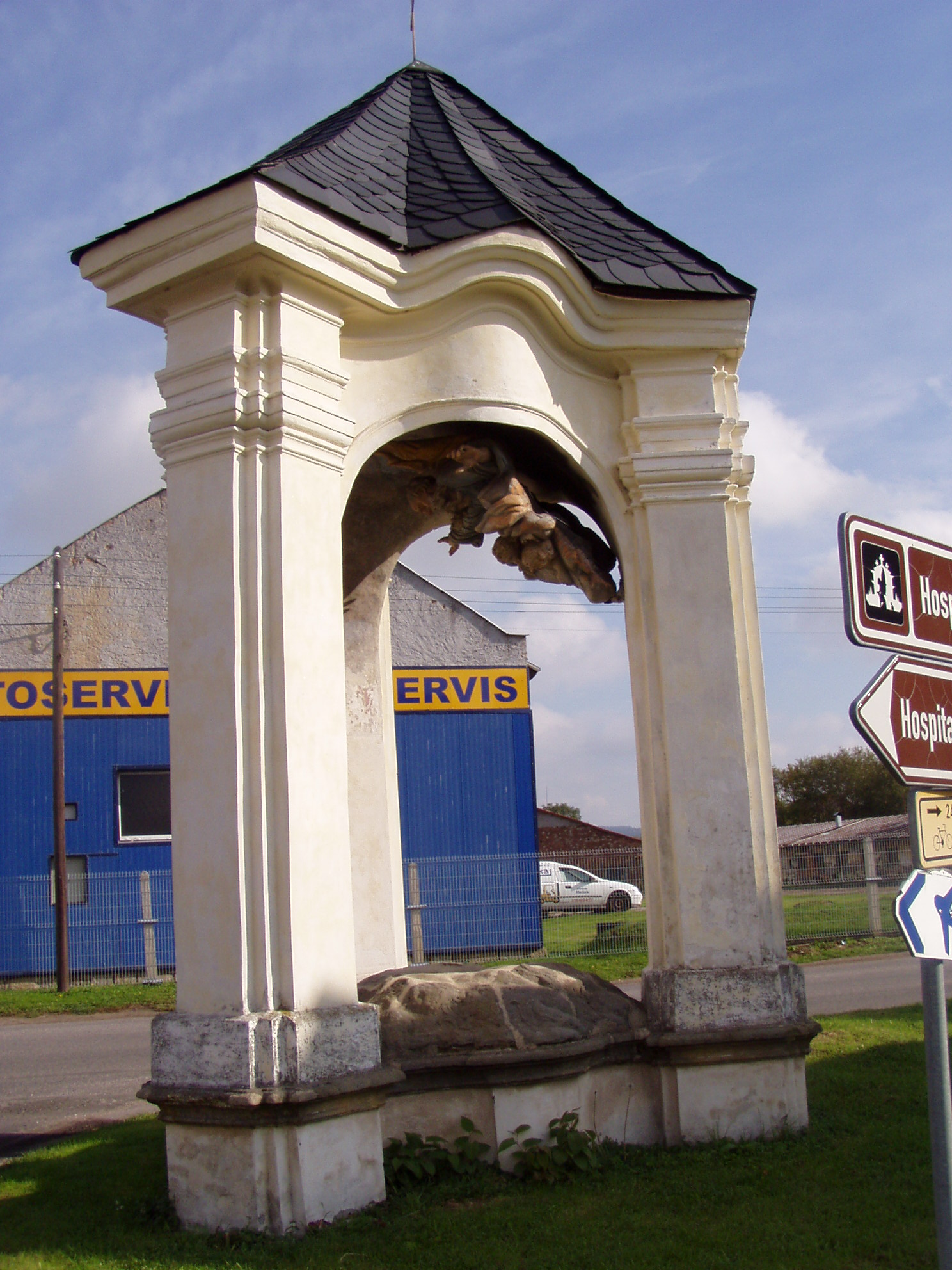
Kaple Nejsvětější Trojice
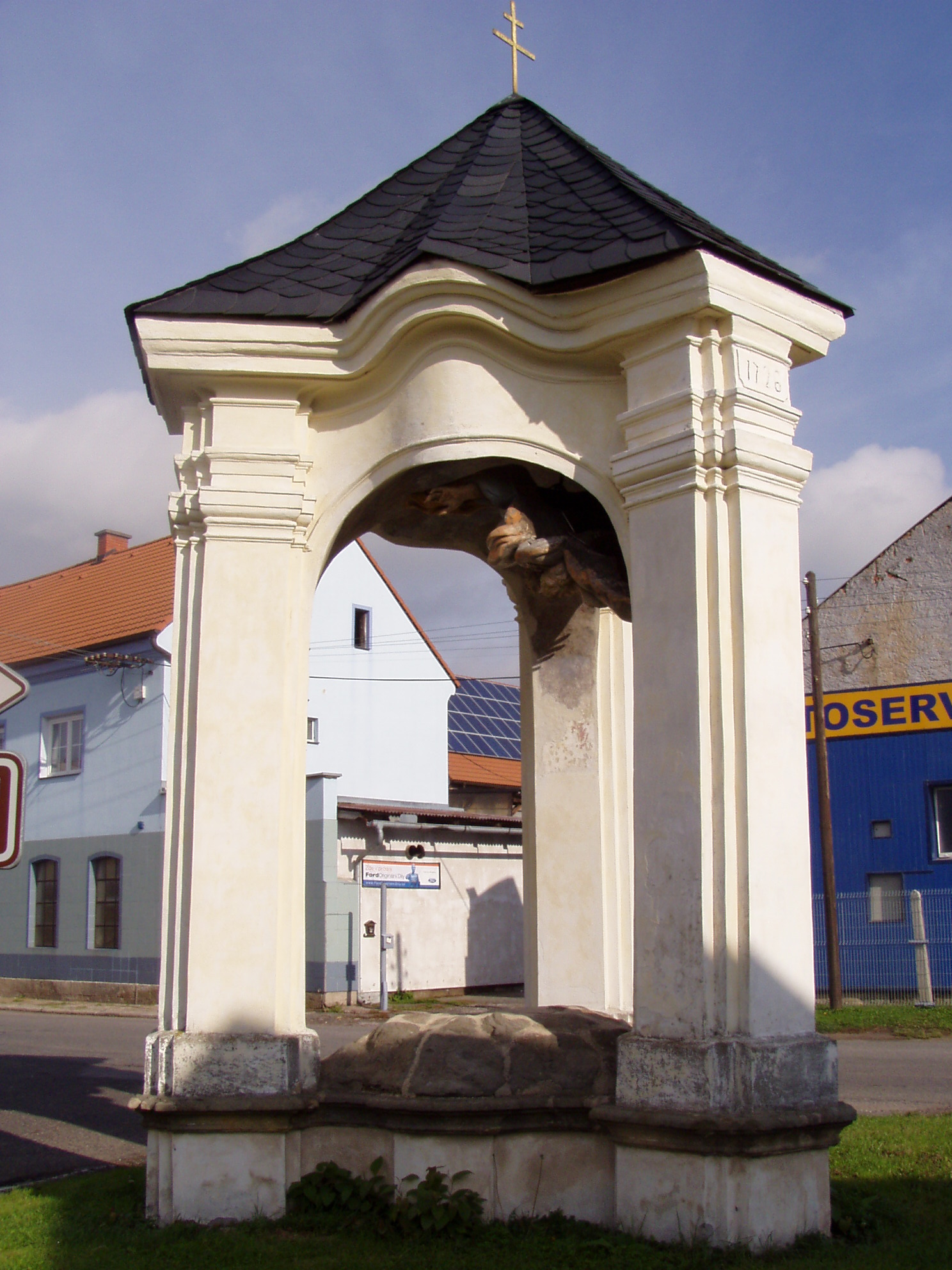
Kaple
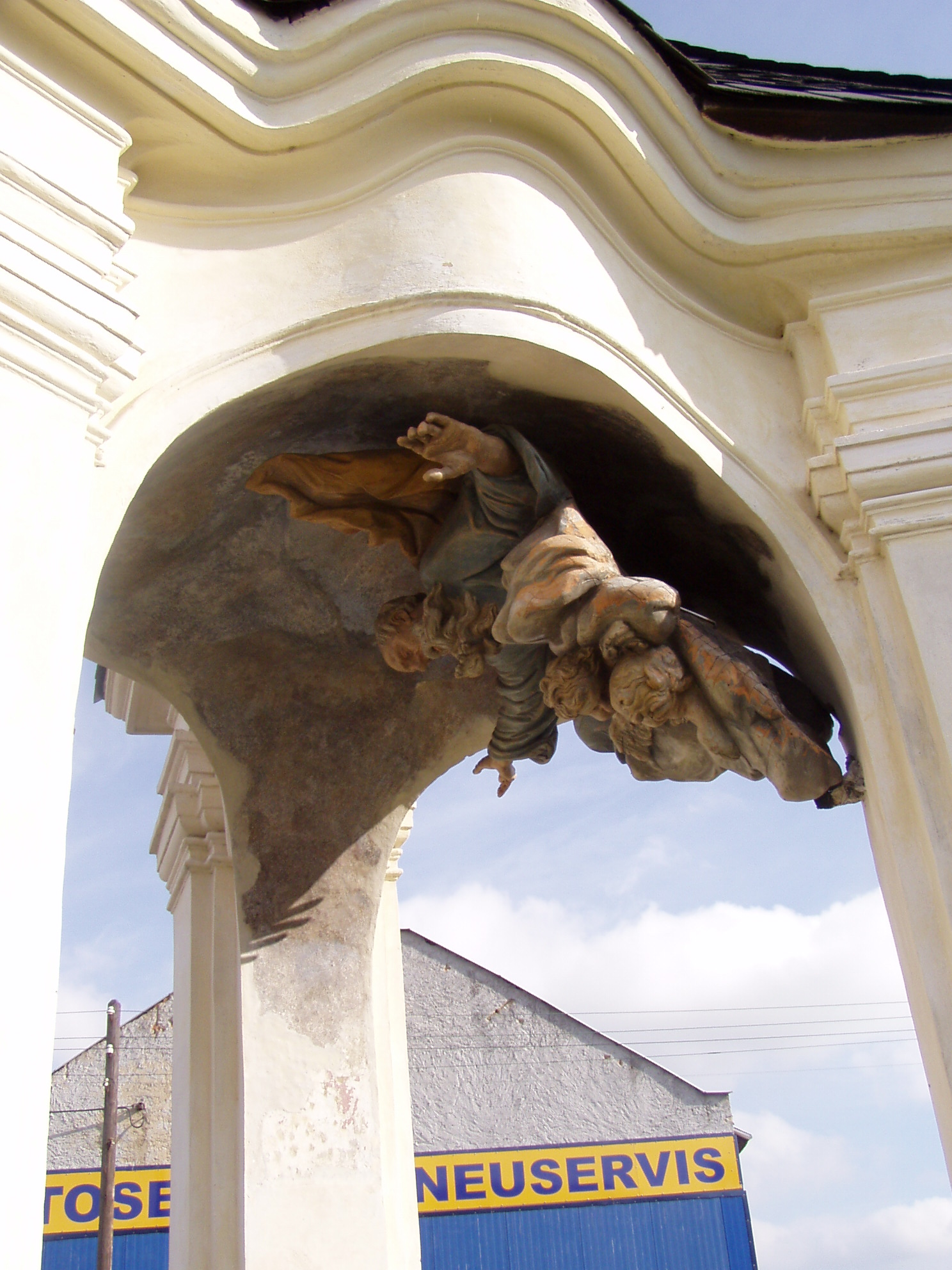
Detail
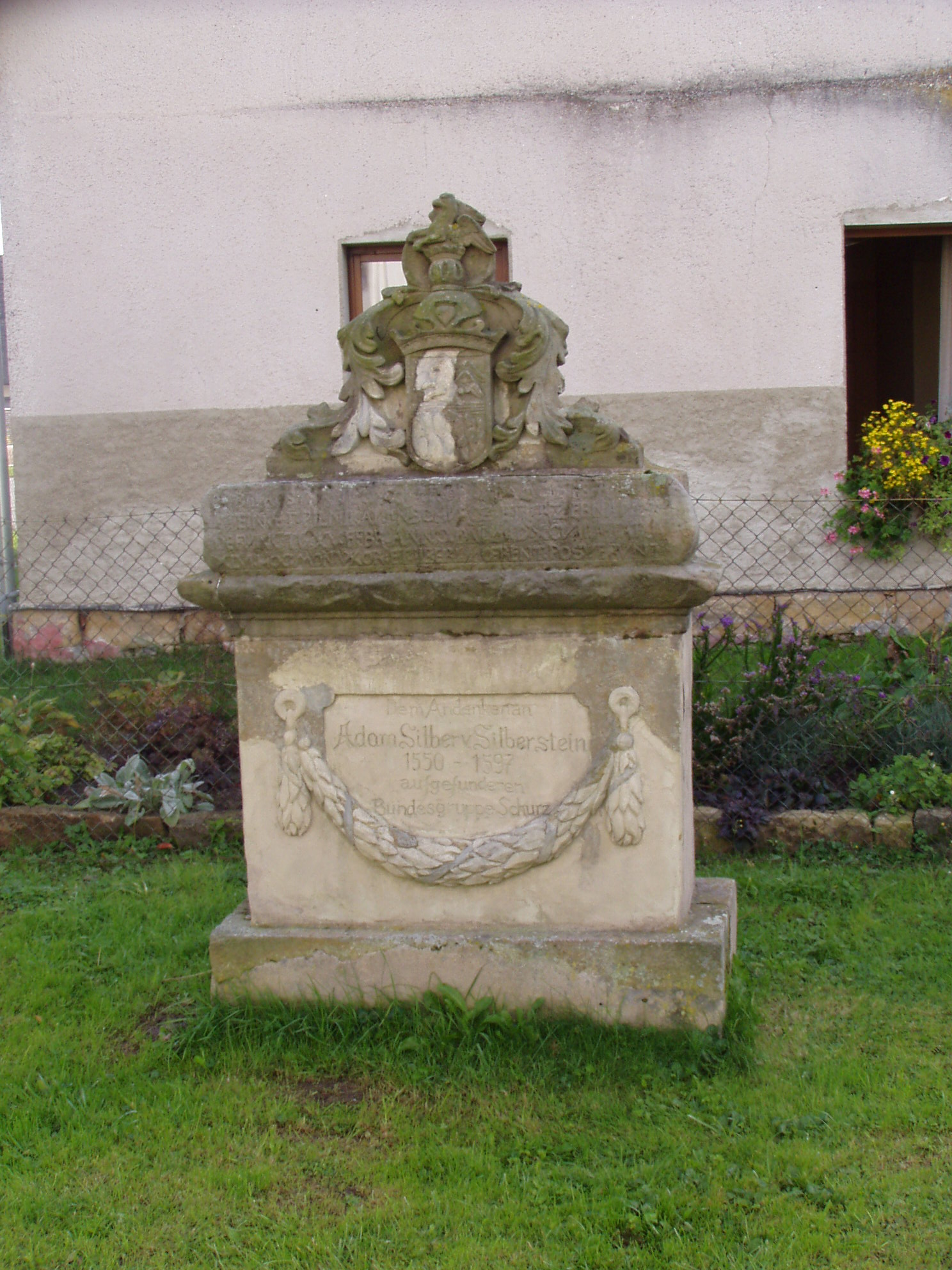
Pomník Adama Zilvára ze Silbersteinu